# Propulsão naval
Motor a diesel 
acoplado a uma hélice.
Propulsão naval é qualquer meio de produção de energia mecânica que permita o deslocamento de embarcações. Os remos, a vela, o motor a vapor, o motor diesel/diesel-elétrico e a turbina a vapor, são os principais meios de propulsão naval. A propulsão nuclear é usada por submarinos e embarcações de superfície, como porta-aviões e quebra-gelos nucleares.

## História
Há séculos o mar representa uma importante fonte econômica, seja para a pesca, o transporte ou o comércio. No início da conquista dos mares, os barcos eram movidos pela força humana por meio de remos. Embarcações dotadas de mastro com vela quadrada, também chamada de redonda pela sua aparência com o vento, começaram a aparecer no Egito, Grécia e Roma.

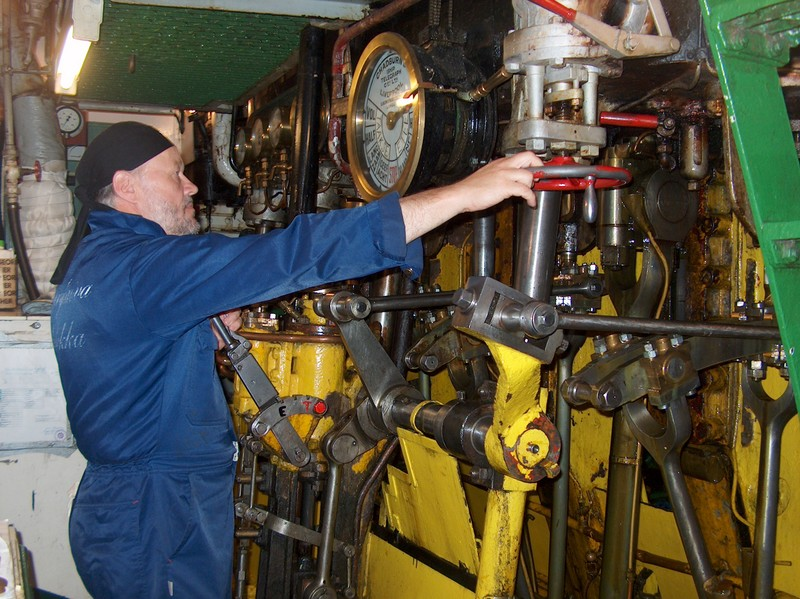
Motor a vapor naval

O surgimento da veleiro (ver: Navegação à vela) permitiu que o ser humano se afastasse da costa e construísse embarcações maiores com propulsão mista, vela e remos, pois a vela quadrada só permite vento a favor. Esta limitação só desapareceu com o surgimento da vela latina que permitiu travessias maiores, iniciando propriamente a navegação marítima, longe da costa.
Durante muito tempo, a vela foi o principal meio de propulsão das embarcações, até o surgimento do motor a vapor no século XIX. No início, novamente uma solução híbrida foi adotada, a vela era utilizada durante o cruzeiro e o vapor para atingir velocidades maiores. Enquanto os ventos eram gratuitos, os motores a vapor exigiam grandes quantidades de carvão, o que ainda diminuía a carga útil do navio. Inicialmente o motor acionava uma grande roda na lateral do navio, esta roda atrapalhava o manuseio das velas e a faina do navio. Este problema só foi resolvido com a invenção da hélice por John Ericsson. No início do século XX, com o aumento dos navios, a criação de embarcações totalmente metálicas e a hélice, o motor a vapor se firmou como principal meio de propulsão naval.
Com o desenvolvimento do motor a diesel e, do sistema diesel-elétrico, este substitui o motor a vapor, pois os motores de combustão interna possuem maior rendimento. Uma menor quantidade de diesel era necessária em peso e volume do que o carvão, aumentando a capacidade de carga das embarcações.

Propulsão naval
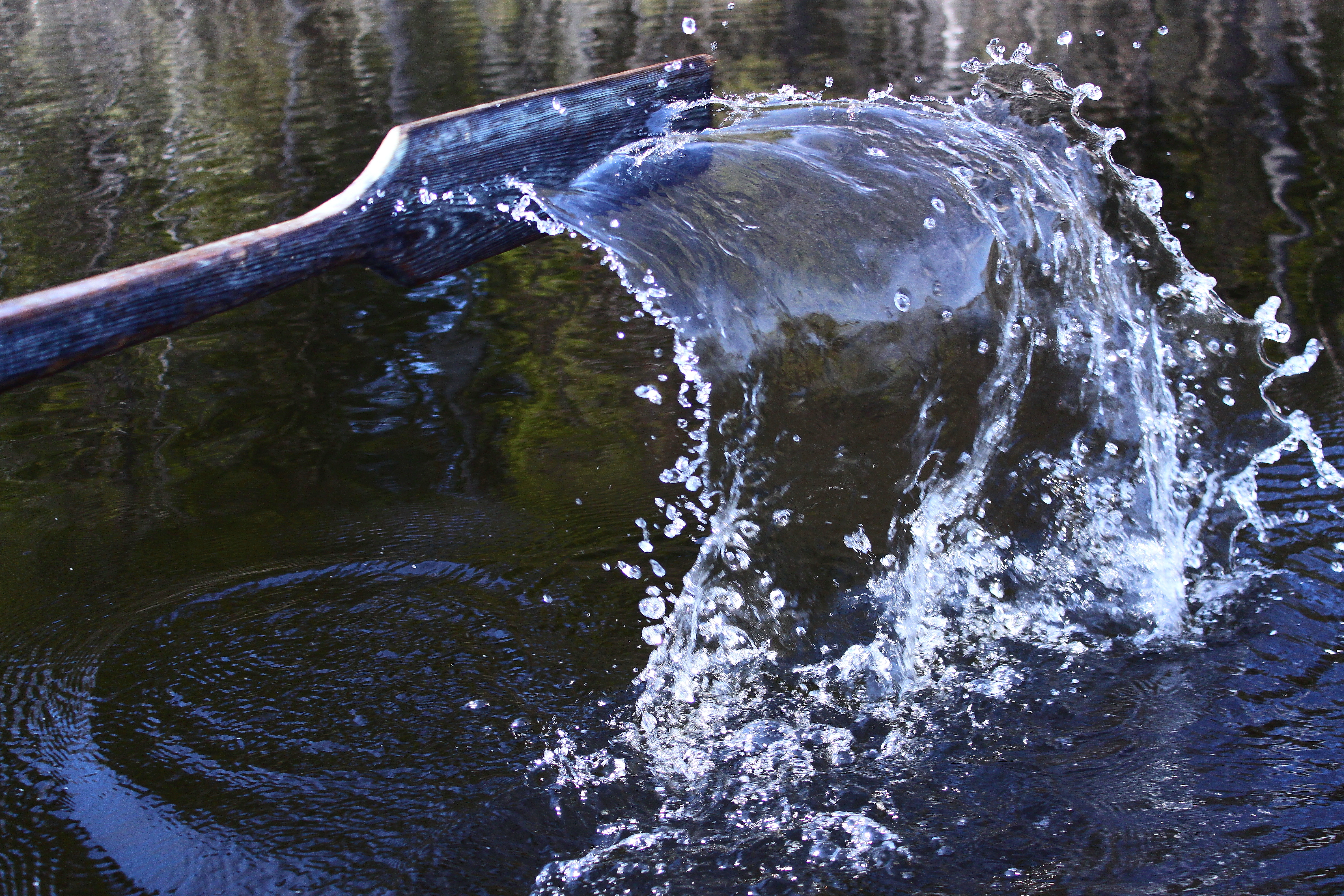
Remo
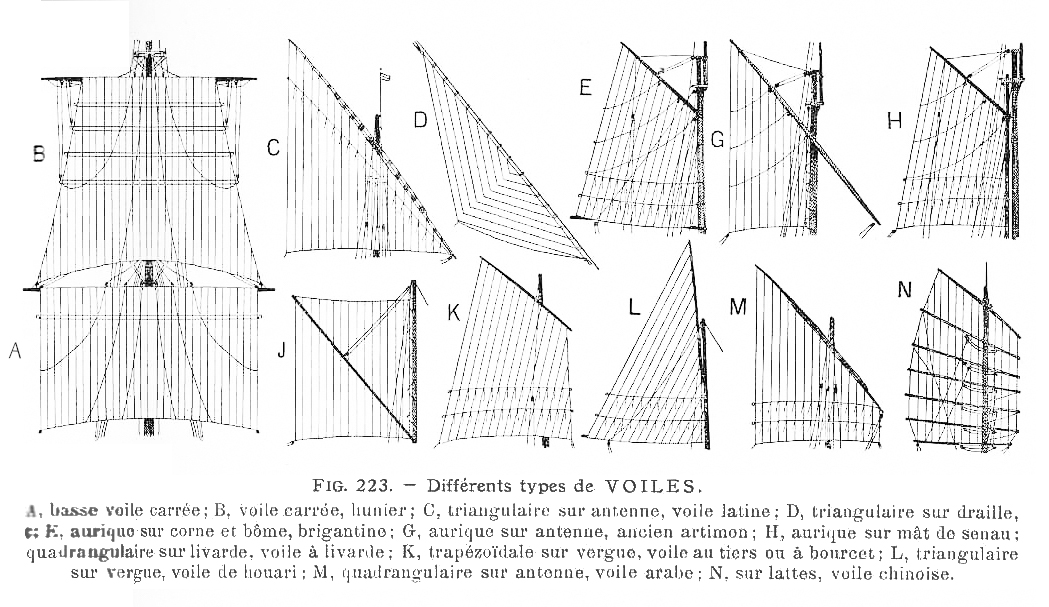
Diferentes tipos de velas.
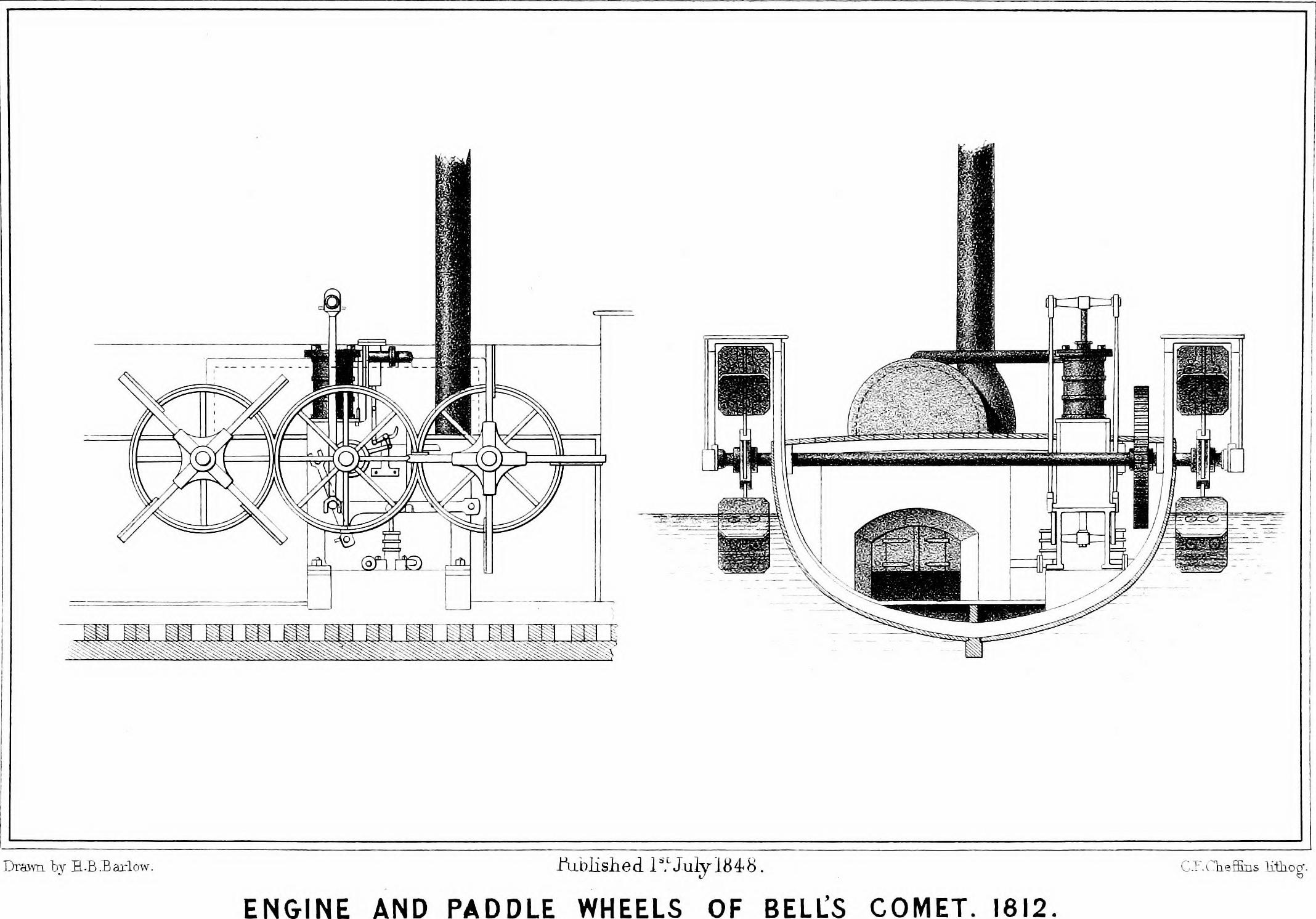
Motor de um barco a vapor com rodas de pás.
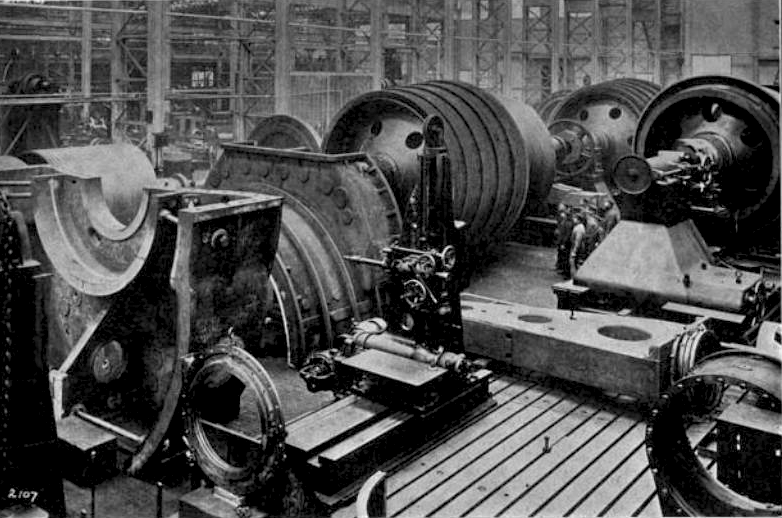
Turbinas a vapor do SS Imperator.
Motor a diesel náutico.
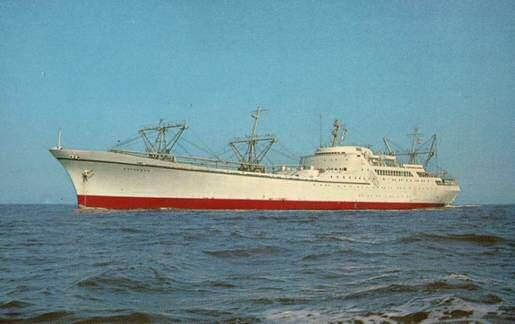
NS Savannah, com propulsão nuclear.